# Илларионова, Анастасия Александровна
Анастасия Александровна Илларионова (род. 28 марта 1999 года, Истра, Московская область) — российская гандболистка, линейный игрок сборной России и клуба ЦСКА. Бронзовый призёр чемпионата мира 2019 года. Чемпионка России (2021, 2023).

## Биография
Анастасия начала заниматься гандболом с 9-ти лет, когда обучалась в школе №4 имени Крупской. Первый тренер - Владимир Дивенко. Обучалась в школе Олимпийского резерва в городе Звенигороде. Ловкая и сообразительная, со временем ее определили в линейные. 
С 2014 года играла за гандбольный клуб «Звезда». Дебютировала в основной команде в четвертьфинале Кубка России против «Кубани» 7 февраля 2016. 
20 марта 2020 московский «ЦСКА» объявил о переходе Илларионовой в сезоне 2020/21. В сезоне 2020/2021 в составе московского «ЦСКА» стала чемпионкой России и участницей «финала четырех» Лиги чемпионов. Зимой 2022 года перешла в клуб «Астраханочка» на правах аренды. В сезоне 2022/2024 играет за «ЦСКА». Капитан команды.

## Карьера в сборной
На молодёжном уровне Илларионова стала победительницей чемпионата мира 2016 года, который проходил в Словакии.
Была приглашена в первую сборную перед чемпионатом мира в Японии. Бронзовый призёр чемпионата мира 2019 года.